# Regalecidae
Regalecidae – rodzina morskich ryb strojnikokształtnych (Lampridiformes).

## Klasyfikacja
Rodzaje zaliczane do tej rodziny:
- Agrostichthys
- Regalecus